# Долина на падналите
„Долината на падналите“ (на испански: Valle de los Caídos), или „Абатство на Светия Кръст при Долината на падналите“ (Abadía de la Santa Cruz del Valle de los Caídos), е националистически монументален комплекс в Испания, област Мадрид, община Сан Лоренсо де Ел Ескориал. Намира се на 9 км северно от манастира Ескориал в долината Куелгамурос в планината Сиера де Гуадарама.
Франсиско Франко издава заповед за построяването му през 1940 г. Там са погребани останките на Хосе Антонио Примо де Ривера, учредител на ПП „Испанска фаланга“, и още 33 872 души, паднали убити от двете страни по време на Испанската гражданска война. Самият Франко също е погребан там през 1975 г.
Според учредителния указ от 1 април 1940 г. гробницата и католическата базилика са построени, за да:
| „ | (...) увековечат паметта на падналите в знаменития ни Кръстоносен поход (...) Размерите на Кръстоносния ни поход, юначните пожертвования като част от победата и последиците за бъдещето на Испания от тази епопея не могат да се увековечат чрез скромни монументи по села и градове, с които обикновено почитаме паметта на нашите исторически събития и славните дела на синовете ѝ. | “ |

Гробът на Франсиско Франко се е намирал в криптата на базиликата, в подножието на олтара, от ноември 1975 до октомври 2019 г. През септември 2018 г. Конгресът на депутатите на Испания приема закон за ексхумация и препогребване на останките на Франко извън базиликата. През октомври 2019 г. останките на диктатора са погребани в малка семейна крипта в гробището „Пардо-Мингорубио“, до съпругата му Кармен Поло.

## Данни и описание
Комплексът от постройки включва бенедиктинско абатство, част от което е преправена на странноприемница, за да обслужва туристите, изкопана в скалите базилика, където се намира гробът и Примо де Ривера (и на Франко до 2019 г.) и осем параклиса, в които са погребани военни от двете страни. Върху базиликата се издига най-големият християнски кръст на света, висок 150 метра и видим от 40 км разстояние.
Пешеходна пътека води от закритото помещение до монумента „Светият Кръст при Долината на падналите“ и излиза на голяма площадка. По средата на пътя са издигнати четири големи цилиндрични монолита от гранит, с височина 11,5 м и с диаметър 1,5 м, наречени „Хуанелос“. Изваяни са по време на царуването на Филип II Испански, под ръководството на италианския инженер Хуанело Туриано.
До основата на кръста може да се достигне с фуникульор. Височината на кръста е 150 м, напречната греда е 46 м и се държи на два фундамента. На височина 25 м, на първия фундамент, са поставени скулптурите на четиримата евангелисти и техните символи – орел и Йоан Богослов, бик и Лука, лъв и Марко и крилат човек и Матей – дело на Хуан де Авалос. На втория фундамент, на височина 42 метра, са представени четирите главни добродетели: благоразумие, храброст, умереност във всичко и справедливост.
На площадката е разположен входът към подземието на храма (базиликата), дълго 263 м. Изкопани са 200 000 м3 скали за изграждането му. Входната врата, направена от бронз, е дело на скулптора Фернандо Крус Солис. На решетката водеща към корабната част са представени четиридесет светци, завършва с фигурата на Св. Яков Зеведеев (Сантяго), покровител на Испания, поставена в центъра.
Корабът е разделен на четири участъка, в него има шест параклиса, а на стените – осем фламандски платна с тема „Апокалипсисът“ според Йоан Богослов, изработени през XVI век (въпреки че настоящите са копие от XX век).
Големият олтар се състои от една цяла част и е направен от шлифован гранит. По него има релеф от позлатено желязо, правен от Хосе Еспинос Алонсо по рисунки от Диего Мендес, представляващ Свещеното погребение и Тайната вечеря. Върху олтара има дървен кръст от хвойна с разпъната на него фигура на Христос, изработен от Хулио Беовиде. Зад него се е намирал гробът на Франко, а пред него е гробът на Хосе Антонио Примо де Ривера. Обграден е от четири бронзови архангела, изработени от Хуан де Авалос. Сводът над големия олтар е висок 42 м, а диаметърът му е 40 м, украсен е с многоцветна мозайка от Сантяго Радрос.
В началната част на напречния кораб има хор и издялана от дърво скамейка. Успоредно са разположени два параклиса с част от тленните останки на повече от 40 000 души, загинали по време на Испанската гражданска война, приблизително по равно от всяка воюваща страна.

## Абатство на Светия Кръст при Долината на падналите
Абатството се състои от 2 основни сгради: първата, по-близкоразположената до Кръста, е по същество бенедиктинска абадия; по-далечната е туристическа странопримница, временно управлявана от монаси. Ползва се за провеждане на религиозна и културна дейност. В нея се спазват правилата на абадията. Комплексът се простира на 300 метра дължина и 150 ширина; заобиколен е от гора.
До абатството се намира гробището на бенедиктинските монаси. За посещаването му е нужно разрешение. Базиликата и абатството са свързани чрез служебен вход с внушителна бронзова врата, изработка на Дамиан Виляр Гонсалес.
Единствено Бенедиктинският орден има задължението да упражнява контрол над абатството по лично решение на Франко, взето само 2 години преди тържественото откриване на монумента. Първият му абат (игумен) е бургоският бенедиктинец Фрай Хусто Перез де Урбел.

## Базилика
През 1960 г. папа Йоан XXIII провъзгласява църквата „Светия Кръст“ за базилика.

## История
Монументът, започнат да се строи през 1940 г. и тържествено открит през 1959 г., е издигнат по проект на Педро Мугуруса и Диего Мендес; украсен е с внушителни скулптури, дело на Хуан де Авалос, и с мозаичен свод, изрисуван от барселонския художник Сантиаго Падрос.
В манастира в 19 архива се намират картони с данните за около половината от погребаните там. Другата половина са с неустановена самоличност, но въпреки наличието на няколко хипотези е почти сигурно, че са извадени от масови гробове в Брунете, Градо, Гандеса, Тарагона, Бадахос или Теруел и други, от края на Испанската гражданска война до 1983.
До преди години на всеки 20 ноември – датата на смъртта на Хосе Антонио Примо де Ривера и Франсиско Франко, Долината на падналите се превръща в място за събиране на носталгично настроени към франкизма и последователи на Хосе Антонио Примо де Ривера.